# Не ме оставяй (теленовела, 2015)
Не ме оставяй (на испански: A que no me dejas) е мексиканска теленовела, режисирана от Лили Гарса и продуцирана от Карлос Морено Лагийо за Телевиса през 2015 – 2016 г. Версията, разработена от Марта Карийо и Кристина Гарсия, е базирана на теленовелата Любов в мълчание, създадена от Ерик Вон и Лиляна Абуд и продуцирана от Карла Естрада през 1988 г. Продукцията е разделена на две части.
В първата част главните положителни роли са поверени на Камила Соди и Освалдо Бенавидес, а отрицателните на Артуро Пениче, Алехандра Барос и Лаура Кармине. Специално участие вземат Летисия Калдерон, Алфонсо Досал, Сесилия Габриела и Алфредо Адаме.
Във втората част главните положителни роли са поверени на Камила Соди и Игнасио Касано, в отрицателните са Алехандра Барос, Лаура Кармине и Брандон Пениче. Специално участие вземат Артуро Пениче, Ерика Буенфил, Сесар Евора и Сесилия Габриела.

## Сюжет
История, в която, въпреки множеството препятствия и предателства, любовта побеждава, ако не в настоящето, то поне ще има бъдеще в предстоящите поколения. Това е драматична история, в която властта, завистта, егоизмът и желанието за собственост трагично бележат дълбоката любов между Паулина и Адриан, които въпреки това успяват да я увековечат чрез дъщеря си Валентина и любимия ѝ Маурисио.
Първа част
Историята започва с Паулина и Адриан, които заявяват своята любов, готови да се изправят срещу семействата си, за да бъдат щастливи. Паулина е дъщеря на Гонсало Мурат, богат предприемач в хотелиерския бизнес, който не приема връзката им, защото смята, че Адриан не е на тяхното социалното положение. Паулина обаче наистина е влюбена в него и предразсъдъците не я интересуват.
От друга страна, Хулиета, сестрата на Адриан, е обсебена от него. За нея не съществува жена, достойна за нейния брат, но преди всичко, тя чувства неописуема омраза към Паулина. Когато Адриан изненадващо иска ръката на своята любима, Хулиета се намесва, за да каже, че никога няма да му позволи да се ожени за дъщерята на убиеца на баща им. От този момент всички започват да мислят, че Хулиета е полудяла. За всички истината е една - че бащата на Хуилета и Адриан е получил сърдечен удар, но реалността е друга - след като е на прага на фалита, Хоакин Олмедо се самоубива пред очите на дъщеря си. Тази сцена се запечатва в съзнанието на Хулиета и бележи живота ѝ. В миналото Гонсало е измамил Хоакин, но никога няма да признае постъпката си, тъй като в настоящето той се радва на престижа на образцов и безупречен човек, така че той е готов на всичко, за да раздели двамата влюбени.
Всички истини, които изплуват, поставят в опасност отношенията между Паулина и Адриан.
Втора част
Изминават 17 години... Маурисио и Валентина са резделени през цялото време, но непрекъснато общуват. Валентина живее в Лос Анджелис заедно с Фернанда, нейна близка приятелка. Маурисио живее в Канкун заедно с баба си Ракел и дядо си Гонсало.
Маурисио винаги е обичал Валентина, така че той ще направи всичко възможно да я защити и да се грижи за нея. И това чувство е толкова силно, че той решава да го прикрие в уединението на стаята си чрез писане на поеми и мисли, в които той изразява тази голяма любов в мълчание.
Романсът е също присъства в тази история ... Но и злото, въплътено в Нурия, която е обидена и изпълнена с чувство на неудовлетвореност, ще направи това, което е по силите ѝ, за да запази богатството на баща си и да унищожи племенницата си Валентина. Освен това, Леонел се завръща като голям предприемач в хотела, за да отмъсти на Гонсало. Разбира се, място има и за Хулиета, която е решена да повтори трагичната случка и да сложи край на живота на Валентина и Маурисио, както е направила преди години с Паулина и Адриан.

## Актьори
Първа част
- Камила Соди – Паулина Мурат Урутия
- Освалдо Бенавидес – Адриан Олмедо Родригес
- Летисия Калдерон – Инес Урутия де Мурат
- Артуро Пениче – Гонсало Мурат Сервантес
- Алфредо Адаме – Алфонсо Фонсека Кортес
- Сесилия Габриела – Ракел Ерера де Фонсека
- Алехандра Барос – Хулиета Олмедо Родригес де Кордова
- Лаура Кармине – Нурия Мурат Урутия
- Лисет – Моника Грийп Вияр
- Алфонсо Досал – Камило Фонсека Ерера
- Одисео Бичир – Едгар Алмонте Ескеро
- Сокоро Бония – Микаела Лопес
- Моисес Арисменди – Хайме Кордова
- Салвадор Сербони – Леонел Мадригал
- Луис Фернандо Пеня – Бето Лопес
- Габриела Самора – Консуело Перес
- Флоренсия де Сарачо – Карен Ранхел
- Ернесто Д'Алесио – Дарио Кордова
- Марибе Лансиони – Елиса Вияр вдовица де Грийп
- Аданели Нуниес – Хисела Сантос
- Ева Седеньо – Одет Кордова
- Хуан Колучо – Гастон
- Джонатан Кури – Флавио Макари
- Диего Ескалона – Маурисио Алмонте / Маурисио Фонсека Мурат (6 – 8 г.)
- Феде Порас – Рене Мурат Грийп / Рене Грийп (10 – 12 г.)
- Сантяго Емилияно – Алан Мурат Грийп / Алан Грийп
- Адриан Ескалона – Маурисио Фонсека Мурат (12 г.)
- Алехандро Сервантес – Рене Грийп (16 г.)
- Паломе Реал – Валентина Олмедо Мурат
- Ромина Мартинес – Фернанда Рикарт Медина / Лусиана
- Абрил Онил – Олга
- Серхио Салдивар – Хулио
- Естрея Мартин – Триана
- Таня Рикенес – Дебора Морейра
- Сара Нието – Ремедиос
- Серхио Хурадо – Лейтенантът
- Маркус Орнелас – Ариел
- Херман Гутиерес – Артуро
- Фернандо Ороско – Хоел
- Ампаро Гаридо – Малена Вияр
- Пабло Крус Гереро – Габриел
- Естефания Ромеро – Акасия Мурийо
- Роберто Руй – Рутилио
- Рикардо Барона – Хоакин Олмедо

Втора част
- Камила Соди – Валентина Олмедо Мурат
- Игнасио Касано – Маурисио Фонсека Мурат
- Артуро Пениче – Гонсало Мурат Сервантес
- Ерика Буенфил – Анхелика Медина
- Сесар Евора – Освалдо Теран
- Сесилия Габриела – Ракел Ерера вдовица де Фонсека
- Алехандра Барос – Хулиета Олмедо Родригес
- Лаура Кармине – Нурия Мурат Урутия
- Лисет – Моника Грийп Вияр
- Сокоро Бония – Микаела Лопес
- Моисес Арисменди – Хайме Кордова
- Салвадор Сербони – Леонел Мадригал
- Луис Фернандо Пеня – Бето Лопес
- Габриела Самора – Консуело Перес де Лопес
- Флоренсия де Сарачо – Карен Ранхел
- Марта Хулия – Илеана Олвера
- Мая Мишалска – Маите Алварадо
- Брандон Пениче – Рене Грийп
- Хуан Пабло Хил – Алан Грийп
- Ела Велден – Фернанда Рикарт Медина
- Давид Остроски – Клементе Рикарт
- Лени де ла Роса – Алексис Савала
- Адриано – Тобиас Лопес Перес / Тобиас Мадригал Мурат
- Хаде Фрасер – Каролина Олвера
- Хорхе Гайегос – Феликс
- Аданели Нуниес – Хисела Сантос де Кордова
- Марикрус Нахера – Силвия Лариос
- Хайме де Лара – Фабрисио Кордова Сантос
- Наталия Ортега – Адриана Олмедо
- Даниела Кордеро – Алмудена Савала
- Хуан Колучо – Гастон
- Таня Рикенес – Дебора Морейра
- Серхио Хурадо – Лейтенантът
- Естрея Мартин – Триана
- Марсела Паес – Соледад
- Палома Реал – Инес Фонсека Олмедо
- Диего Ескалона – Камило Фонсека Олмедо
- Адриан Ескалона – Алфонсо Фонсека Олмедо
- Алехандро Санс – себе си

## Премиера
Премиерата на Не ме оставяй е на 27 юли 2015 г. по Canal de las Estrellas. Последният 141. епизод е излъчен на 7 февруари 2016 г.

## Екип
- Оригинална история – Ерик Вон, Лиляна Абуд
- Версия и либрето – Марта Карийо, Кристина Гарсия
- Ко-адаптация – Денис Пфейфер
- Литературна редакция – Фернандо Гарсилита, Иван Аргуейес
- Сценография – Мария де лос Анхелес Маркес
- Декор – Паола Тровамала
- Дизайн на костюми – Омар Рамирес, Марта Бетанкур
- Музикална тема (1. сезон) – A que no me dejas
- Изпълнител – Алехандро Санс
- Музика и текст – Алехандро Санс
- Музикална тема (2. сезон) – Pero tú
- Изпълнител – Алехандро Санс
- Текст – Алехандро Санс
- Музика – Алехандро Санс, Себастиан Крис
- Музикални режисьори – Хавиер Асали, Едуардо Сото
- Музикален координатор – Исраел Хурадо
- Музикално оформление – Кристиан Морено
- Редактори – Алфредо Санчес Диас, Маурисио Коронел
- Асистент-редактори – Линда Ферейра, Виридиана Мурийо
- Директори продукция – Габриел Лопес Торес, Едуардо Рамирес
- Мениджър продукция – Хесус Сория Торес
- Координатори продукция – Мари Кармен Морено Лагийо, Луис Игнасио Толедо
- Арт режисьор – Джери Фунес
- Режисьор на диалози – Хорхе Роблес
- Асистент-продуценти – Евелин Миранда, Хосе Луис Флорес, Луис Енрике Ернандес, Хулио Сесар Колин
- Асистент-оператори – Алехандро Ойос, Карлос Ордониес
- Асистент-режисьори – Ерик Аройо, Иван Вега
- Продуцент – Илда Сантаея Ернандес
- Оператор в локация – Хорхе Амая Родригес
- Режисьор в локация – Фернандо Несме
- Оператор – Алехандро Фрутос Маса
- Режисьор – Лили Гарса
- Изпълнителен продуцент – Карлос Морено Лагийо

## Продукция
Снимките на теленовелата започват на 26 май 2015 г. в град Канкун.

## Саундтрак
Списък с песните към филма:
| Номер | Песен                   | Изпълнител(и)                        | Продължителност |
| ----- | ----------------------- | ------------------------------------ | --------------- |
| 1     | „Te busco“              | Айноа                                | 3:53            |
| 2     | „Ni lo intentes“        | Лупита Д'Алесио                      | 3:02            |
| 3     | „Caso perdido“          | Лупита Д'Алесио                      | 3:53            |
| 4     | „Cuando se ama como tú“ | Лупита Д'Алесио                      | 3:53            |
| 5     | „Contigo“               | Хосе Уго Гарсия Пейесер              | н/д             |
| 6     | „Volví a nacer“         | Карлос Вивес                         | 3:52            |
| 7     | „Quédate aquí“          | Пако де Мария                        | 4:37            |
| 8     | „Así como si nada“      | Само                                 | 4:02            |
| 9     | „Cuando estamos solos“  | Sr. Smith                            | 4:23            |
| 10    | „Ven“                   | Томи Торес и Габи Морено             | 3:46            |
| 11    | „A que no me dejas“     | Алехандро Санс и Алехандро Фернандес | 5:20            |
| 12    | „Pero tú“               | Алехандро Санс                       | 4:44            |

## Награди и номинации
Награди TVyNovelas 2016
| Категория                            | Личност                                   | Резултат   |
| ------------------------------------ | ----------------------------------------- | ---------- |
| Най-добра теленовела                 | Карлос Морено Лагийо                      | Номиниран  |
| Най-добър актьор в главна роля       | Освалдо Бенавидес                         | Номиниран  |
| Най-добра актриса в отрицателна роля | Лаура Кармине                             | Печели     |
| Най-добър млад актьор                | Алфонсо Досал                             | Номиниран  |
| Най-добра първа актриса              | Летисия Калдерон                          | Печели     |
| Най-добър пръв актьор                | Артуро Пениче                             | Печели     |
| Най-добра актриса в поддържаща роля  | Сесилия Габриела                          | Номинирана |
| Най-добро мъжко откритие             | Игнасио Касано                            | Номиниран  |
| Най-добър режисьор                   | Лили Гарса Фернандо Несме                 | Печелят    |
| Най-добра музикална тема             | A que no me dejas – Алехандро Санс        | Печели     |
| Най-добър екип                       | Карлос Морено Лагийо                      | Номиниран  |
| Най-добра история или адаптация      | Марта Карийо Кристина Гарсия              | Печелят    |
| Най-добър оператор                   | Алехандро Фрутос Маса Хорхе Амая Родригес | Печелят    |

## Версии
- Любов в мълчание, продуцирана от Карла Естрада за Телевиса през 1988 г. С участието на Ерика Буенфил и Артуро Пениче в първа част, и Ерика Буенфил и Омар Фиеро във втората част.
- TV Azteca реализира през 1999 г. версията Говори ми за любов, продуцирана от Луис Велес и Росана Арау. С участието на Дана Гарсия и Бруно Бичир в първата част и Дана Гарсия и Маурисио Очман във втората част.

## В България
В България премиерата на сериала е на 21 ноември 2016 г. по bTV Lady и завършва на 5 юни 2017 г. На 7 май 2018 г. започва повторно излъчване и завършва на 20 ноември 2018 г. На 28 януари 2019 г. започва ново повторение, което приключва на 13 август 2019 г. Дублажът е на VMS. Ролите се озвучават от Мина Костова, Гергана Стоянова, Надя Полякова, Момчил Степанов и Чавдар Монов, преводачи са Екатерина Късметлийска, Мариана Китипова, Катя Диманова и Даниела Славчева, тонрежисьор е Георги Калудов, а режисьори на дублажа са Радослав Рачев и Добрин Добрев.